# Équipe de Suisse de football en 1963
Cet article présente les résultats de l'équipe de Suisse de football lors de l'année 1963. En janvier, elle rencontre pour la première fois l'équipe du Maroc. Le 11 novembre contre la France, elle dispute son 77e et dernier match sous les ordres de Karl Rappan. À travers quatre périodes différentes, l'Autrichien est le sélectionneur qui a dirigé le plus de matchs de l'équipe de Suisse.

## Bilan
|           | Nombre de matchs | Victoires | Défaites | Matchs nuls | Buts marqués | Buts encaissés |
| Domicile  | 3                | 0         | 2        | 1           | 2            | 11             |
| Extérieur | 2                | 0         | 1        | 1           | 2            | 3              |
| Neutre    | 0                | 0         | 0        | 0           | 0            | 0              |
| Total     | 5                | 0         | 3        | 2           | 4            | 14             |

## Matchs et résultats
| Match amical                                | Maroc        | 1 - 0   | Suisse | Stade d'Honneur, Casablanca                  |                                              |
| 13 janvier 1963 · Historique des rencontres | Mustapha 48e | (0 - 0) |        | Spectateurs : 12 500 Arbitrage : Jean Tricot | Spectateurs : 12 500 Arbitrage : Jean Tricot |
| 13 janvier 1963 · Historique des rencontres | Rapport      |         |        | Spectateurs : 12 500 Arbitrage : Jean Tricot | Spectateurs : 12 500 Arbitrage : Jean Tricot |

| Éliminatoires de l'Euro 1964 Match retour | Suisse       | 1 - 1   | Pays-Bas   | Wankdorf, Berne                                    |                                                    |
| 31 mars 1963 · Historique des rencontres  | Allemann 37e | (0 - 1) | 6e Kruiver | Spectateurs : 34 000 Arbitrage : Josef Kandlbinder | Spectateurs : 34 000 Arbitrage : Josef Kandlbinder |
| 31 mars 1963 · Historique des rencontres  | Rapport      |         |            | Spectateurs : 34 000 Arbitrage : Josef Kandlbinder | Spectateurs : 34 000 Arbitrage : Josef Kandlbinder |

| Match amical                            | Suisse       | 1 - 8   | Angleterre                                                               | Stade Saint-Jacques, Bâle                     |                                               |
| 5 juin 1963 · Historique des rencontres | Bertschi 43e | (1 - 3) | 10e 55e 83e Charlton · 30e 50e Byrne · 42e Douglas · 49e Kay · 75e Melia | Spectateurs : 49 000 Arbitrage : István Zsolt | Spectateurs : 49 000 Arbitrage : István Zsolt |
| 5 juin 1963 · Historique des rencontres | Rapport      |         |                                                                          | Spectateurs : 49 000 Arbitrage : István Zsolt | Spectateurs : 49 000 Arbitrage : István Zsolt |

| Match amical                                | Suisse  | 0 - 2   | Norvège                   | Letzigrund, Zurich                                |                                                   |
| 3 novembre 1963 · Historique des rencontres |         | (0 - 1) | 28e Johansen · 63e Jensen | Spectateurs : 22 000 Arbitrage : Giulio Campanati | Spectateurs : 22 000 Arbitrage : Giulio Campanati |
| 3 novembre 1963 · Historique des rencontres | Rapport |         |                           | Spectateurs : 22 000 Arbitrage : Giulio Campanati | Spectateurs : 22 000 Arbitrage : Giulio Campanati |

| Match amical                                 | France               | 2 - 2   | Suisse                          | Parc des Princes, Paris                         |                                                 |
| 11 novembre 1963 · Historique des rencontres | Buron 18e · Lech 31e | (2 - 0) | 51e (csc) Artelesa · 75e Bosson | Spectateurs : 32 000 Arbitrage : Arthur Holland | Spectateurs : 32 000 Arbitrage : Arthur Holland |
| 11 novembre 1963 · Historique des rencontres | Rapport              |         |                                 | Spectateurs : 32 000 Arbitrage : Arthur Holland | Spectateurs : 32 000 Arbitrage : Arthur Holland |